# Carmen Maria Machado
Carmen Maria Machado (Allentown, 3 luglio 1986) è una scrittrice statunitense.

## Biografia
Nata nel 1986 ad Allentown, in Pennsylvania, vive e lavora a Philadelphia con la moglie Val Howlett. Di discendenza cubana per parte del nonno, ha ottenuto un Master of Fine Arts all'Iowa Writers' Workshop e successivamente ha ricevuto borse di studio e residenze da varie fondazioni quali la Michener-Copernicus, l'Elizabeth George e la CINTAS. Nel 2013 ha esordito con Especially Heinous: 272 Views of Law & Order SVU, una novella nella quale la scrittrice compone brevi sinossi degli episodi partendo dalla serie TV Law & Order - Unità vittime speciali e trasportando i protagonisti in una metanarrazione spesso onirica e soprannaturale.
Nel 2017 ha dato alle stampe Il suo corpo e altre feste, una raccolta di racconti che fonde elementi fantascientifici e dell'horror e tratta temi quali sessualità, soprusi e abusi, arrivando in finale al National Book Award e ottenendo il John Leonard Award nel 2017. Nel 2019 ha pubblicato In the Dream House, memoir nel quale racconta la violenza domestica perpetrata dalla sua compagna mentre era studentessa all'Università dell'Iowa. Suoi interventi e racconti sono apparsi in numerose riviste quali Granta, Electric Literature, The New Yorker e in stazioni radio quali la NPR.

## Opere

### Novelle
- Especially Heinous: 272 Views of Law & Order SVU

### Raccolte di racconti
- Il suo corpo e altre feste (Her Body and Other Parties, 2017), Torino, Codice, 2019 traduzione di Gioia Guerzoni ISBN 978-88-7578-807-0.

### Memoir
- Nella casa dei tuoi sogni (In the Dream House, 2019), Torino, Codice, 2020 traduzione di Monica Capuani ISBN 978-88-7578-885-8.

### Antologie
- Future Tense Fiction (2019)

### Fumetti
- The low, low woods: il bosco misterioso (The Low, Low Woods, 2019), Modena, Panini comics, disegni di Dani, 2020 ISBN 978-88-287-3273-0.

## Premi e riconoscimenti
- Premio Nebula per il miglior racconto: 2015 finalista con The Husband Stitch
- National Book Award per la narrativa: 2017 finalista con Il suo corpo e altre feste
- Premio Shirley Jackson per la miglior raccolta di racconti: 2017 vincitrice con Il suo corpo e altre feste
- John Leonard Award: 2017 vincitrice con Il suo corpo e altre feste
- Lambda Literary Award: 2018 vincitrice nella categoria "Lesbian Fiction" con Il suo corpo e altre feste e 2020 vincitrice nella categoria "LGBTQ Nonfiction" con In the Dream House[13]
- Dylan Thomas Prize: 2018 finalista con Il suo corpo e altre feste
- Guggenheim Fellowship: 2019[14]
- Premio Rathbones Folio: 2021[15]